# Quesera de Cortés
Quesera de Cortés es una localidad del estado mexicano de Guanajuato. Es parte del municipio de Pénjamo.

## Demografía
| Gráfica de evolución demográfica |
|                                  |

| Censo | Población |
| ----- | --------- |
| 1940  | 287       |
| 1950  | 454       |
| 1960  | 444       |
| 1970  | 724       |
| 1980  | 776       |
| 1990  | 993       |
| 2000  | 829       |
| 2010  | 811       |
| 2020  | 1,022     |